# Notre-Dame-du-Perpétuel-Secours

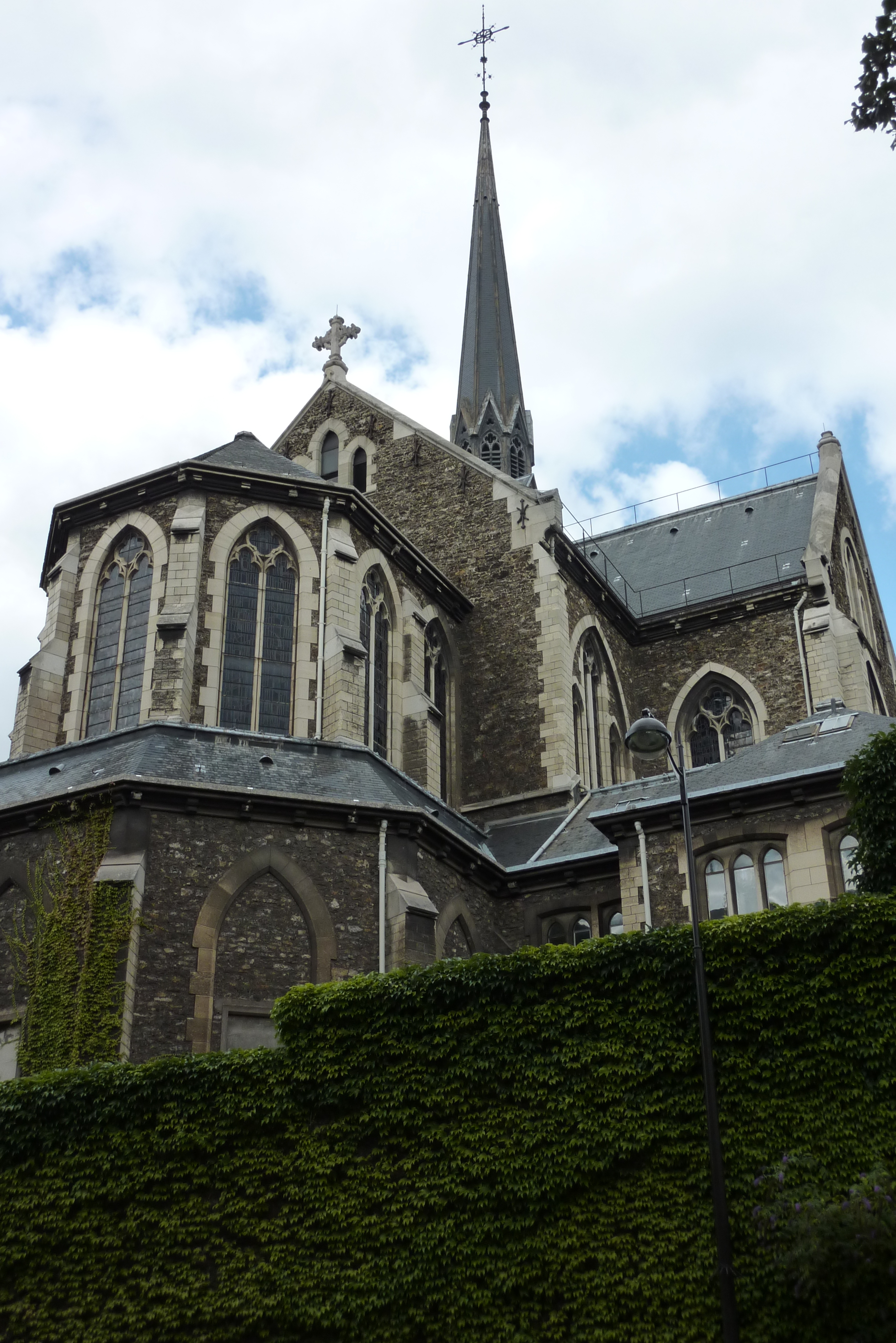
Katholische Pfarrkirche Notre-Dame-du-Perpétuel-Secours, Außenansicht mit Dachreiter

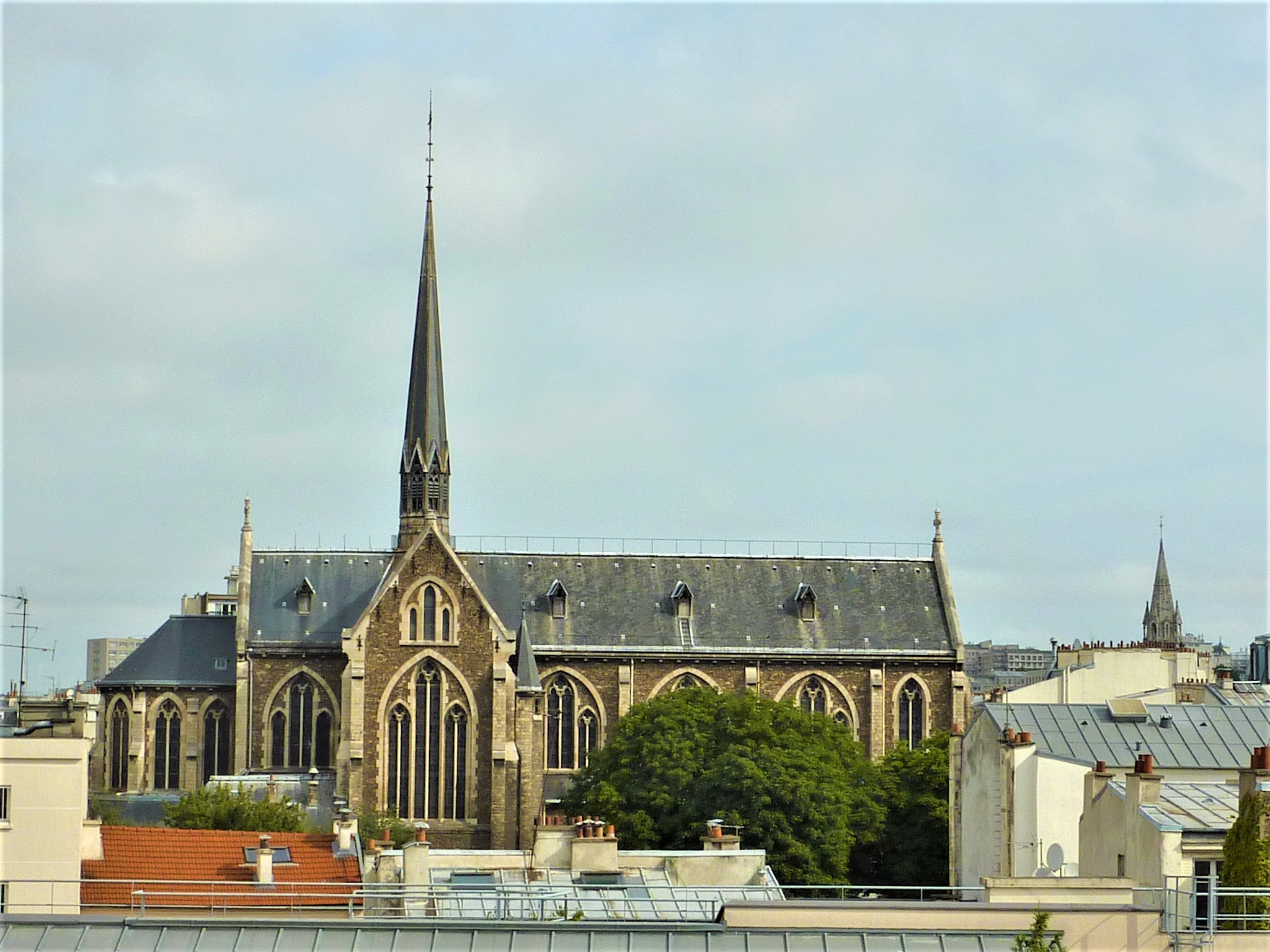
Ansicht von Süden

Die katholische Pfarrkirche Notre-Dame-du-Perpétuel-Secours (Unsere Liebe Frau von der immerwährenden Hilfe) wurde Ende des 19. Jahrhunderts im neogotischen Stil errichtet und trägt den Titel einer Basilica minor. Sie befindet sich 55, boulevard de Ménilmontant im 11. Arrondissement von Paris. Die nächste Métrostation ist Père Lachaise der Linien 2 und 3. Das Gebäude besitzt keine Schaufassade, sondern ist vom Boulevard de Ménilmontant nur durch eine Passage durch ein Wohngebäude aus zu erreichen.

## Geschichte
Im 19. Jahrhundert erlebte das an den Friedhof Père-Lachaise angrenzende Viertel einen großen Bevölkerungszuwachs durch die Zuwanderung von Arbeitern aus dem Osten Frankreichs. 1872 wurde eine erste Kapelle errichtet, die dem hl. Hippolyt geweiht war. 1874 erhielt die Kapelle die Kopie einer Ikone, die als Notre-Dame-du-Perpétuel-Secours (Gnadenbild Unserer Lieben Frau von der immerwährenden Hilfe) verehrt wird, und das Gebäude wurde dem Orden der Redemptoristen unterstellt.
Zwischen 1892 und 1896 wurde nach den Plänen des Redemptoristenbruders Gérard eine neue Kirche errichtet. Nachdem 1960 die Redemptoristen die Kirche dem Erzbistum Paris überließen, wurde sie Pfarrkirche. Am 27. Juni 1966 wurde die Kirche von Papst Paul VI. unter dem Patrozinium Notre-Dame-du-Perpétuel-Secours zur Basilica minor erhoben.

## Architektur

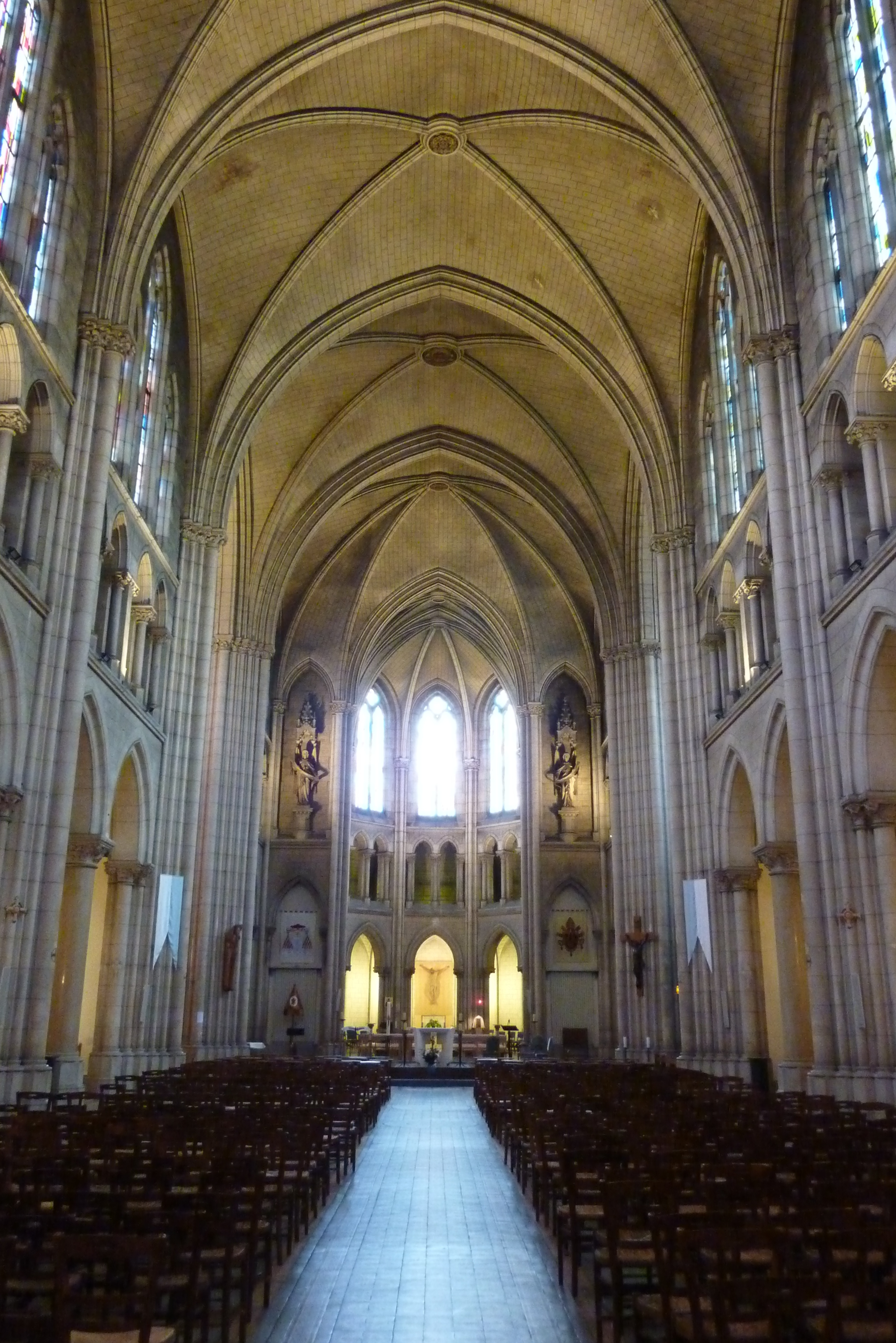
Notre-Dame-du-Perpétuel-Secours, Innenraum

Ein 67 Meter hoher Dachreiter überragt die Kirche. Notre-Dame-du-Perpétuel-Secours ist eine dreischiffige Basilika mit Querhaus. Ihr Grundriss ist ein lateinisches Kreuz. Der Innenraum ist in drei Geschosse gegliedert und mit einem Kreuzrippengewölbe gedeckt. Die Joche des Langhauses sind jeweils in zwei Spitzbogenarkaden unterteilt, die das Mittelschiff von den Seitenschiffen trennen. Säulen und Pfeiler sind mit Kapitellen versehen, die mit figürlichen Szenen und floralen Motiven gestaltet sind und Inschriften mit Texten der Marienlitanei tragen. Ein Blendtriforium umläuft das Mittelschiff und den Chor.

## Bleiglasfenster
Im Obergaden öffnen sich große Lanzettfenster, die 1974 von Marcelle Lecamp (1910–2000) geschaffen wurden. Sie stellen die Auserwählten dar, die nach der Apokalypse Tag und Nacht Gott preisen.

## Ausstattung

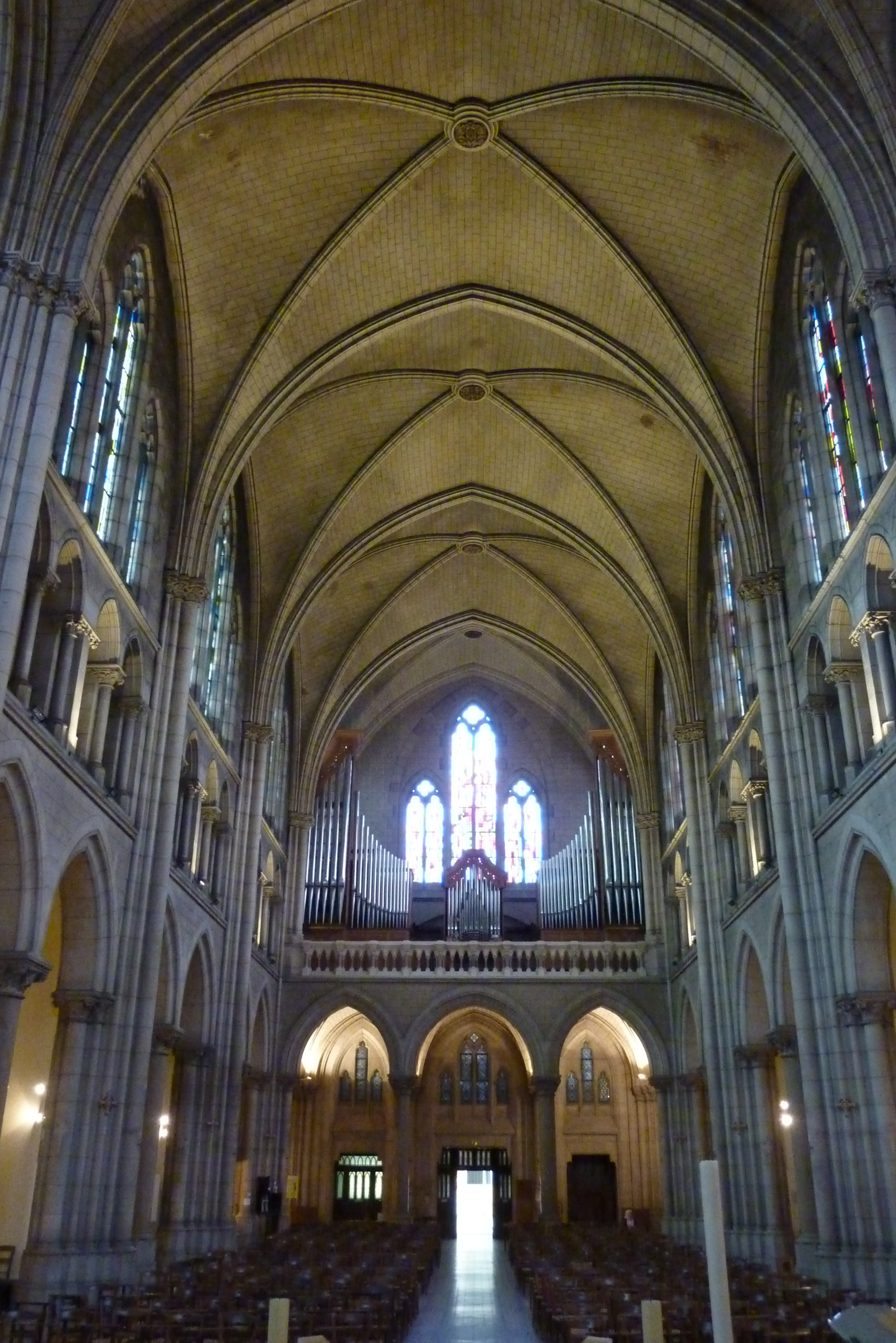
Blick auf die Orgel

Im Querschiff befindet sich eine Liegefigur von Alfonso Maria de Liguori (1696–1787), dem Gründer der Kongregation der Redemptoristen. Ebenfalls im Querschiff wird eine Kopie der Ikone Notre-Dame-du-Perpétuel-Secours ausgestellt, deren Original auf den Evangelisten Lukas zurückgeführt wird. Dieses Original soll 1453 bei einem Brand zerstört worden sein. 1469 wurde eine Kopie dieser Ikone aus dem 9. Jahrhundert in Kreta wiederaufgefunden, die heute in der Kirche Sant’Alfonso all’Esquilino in Rom aufbewahrt wird. Auf der Ikone wird Maria mit dem Jesuskind dargestellt und die Erzengel Gabriel und Michael, die die Leidenswerkzeuge halten.

## Orgel
Die Orgel ist eine der größten Orgeln von Paris. Sie wurde von der Orgelbaufirma Dargassies und der Manufacture Vosgienne de Grandes Orgues unter Verwendung von Orgelteilen aus den Pariser Kirchen Saint-Ferdinand-des-Ternes und Saint-Georges gebaut und 2004 eingeweiht.
| I Positif C–c4 |                  |        |
| 1.             | Bourdon          | 8′     |
| 2.             | Montre           | 8′     |
| 3.             | Violoncelle      | 8′     |
| 4.             | Flûte à cheminée | 8′     |
| 5.             | Prestant         | 4′     |
| 6.             | Flûte douce      | 4′     |
| 7.             | Nazard           | 2 ⁄3′  |
| 8.             | Doublette        | 2′     |
| 9.             | Tierce           | 1 3⁄5′ |
| 10.            | Larigot          | 1 ⁄3′  |
| 11.            | Septième         | 1 ⁄7′  |
| 12.            | Piccolo          | 1′     |
| 13.            | Plein-jeu V      |        |
| 14.            | Clarinette       | 8′     |
|                | Tremolo          |        |

| II Grand Orgue C–c4 |                  |        |
| 15.                 | Montre           | 16′    |
| 16.                 | Montre           | 16′    |
| 17.                 | Diapason         | 8′     |
| 18.                 | Salicional       | 8′     |
| 19.                 | Flûte harmonique | 8′     |
| 20.                 | Bourdon          | 8′     |
| 21.                 | Quinte           | 5 1⁄3′ |
| 22.                 | Prestant         | 4′     |
| 23.                 | Tierce           | 3 1⁄5′ |
| 24.                 | Doublette        | 2′     |
| 25.                 | Fourniture IV    |        |
| 26.                 | Cymbale III      |        |
| 27.                 | Trompette        | 8′     |

| III Récit expressif C–c4 |                   |     |
| 28.                      | Viole de Gambe    | 8′  |
| 29.                      | Voix céleste      | 8′  |
| 30.                      | Quintaton         | 8′  |
| 31.                      | Flûte traversière | 8′  |
| 32.                      | Flûte octaviante  | 4′  |
| 33.                      | Octavin           | 2′  |
| 34.                      | Plein-jeu IV      |     |
| 35.                      | Bombarde          | 16′ |
| 36.                      | Trompette         | 8′  |
| 37.                      | Basson-hautbois   | 8′  |
| 38.                      | Voix humaine      | 8′  |
| 39.                      | Clairon           | 4′  |
|                          | Tremolo           |     |

| IV Écho C–c4 |              |     |
| 40.          | Grosse Flûte | 8′  |
| 41.          | Cornet V     | 16′ |
| 42.          | Cornet V     | 8′  |
| 43.          | Bombarde     | 16′ |
| 44.          | Trompette    | 8′  |
| 45.          | Chamade      | 16′ |
| 46.          | Chamade      | 8′  |
| 47.          | Chamade      | 4′  |

| Pédale C–g1 |           |         |
| 48.         | Flûte     | 32′     |
| 49.         | Soubasse  | 32′     |
| 50.         | Flûte     | 16′     |
| 51.         | Soubasse  | 16′     |
| 52.         | Quinte    | 10 2⁄3′ |
| 53.         | Flûte     | 8′      |
| 54.         | Basse     | 8′      |
| 55.         | Tierce    | 6 2⁄3′  |
| 56.         | Flûte     | 4′      |
| 57.         | Cornet V  | 8′      |
| 58.         | Bombarde  | 32′     |
| 59.         | Bombarde  | 16′     |
| 60.         | Trombone  | 16′     |
| 61.         | Trompette | 8′      |
| 62.         | Clarion   | 4′      |